# روزلین هایتس (نیویورک)
روزلین هایتس (به انگلیسی: Roslyn Heights) یک منطقهٔ مسکونی در ایالات متحده آمریکا است که در شهرستان ناساو، نیویورک واقع شده‌است. روزلین هایتس ۳٫۹ کیلومتر مربع مساحت و ۶٬۵۷۷ نفر جمعیت دارد و ۵۳ متر بالاتر از سطح دریا واقع شده‌است.